# Героите на джунглата 2: Около света
„Героите на джунглата 2: Около света“ (на френски: Les As de la jungle 2: Opération tour du monde; на английски: The Jungle Bunch 2: World Tour) е френска компютърна анимация от 2023 година, базиран на едноименния сериал и е продължение на „Героите на джунглата“ през 2017 г. Режисьори са Лорен Бру, Яник Мулин и Беноит Сомвил по сценарий на Дейвид Алo, Ерик Тости и Жан-Франсоа Тости. Премиерата на филма излиза по кината на 16 август 2023 г. във Франция.

## Актьорски състав
- Гатиер Бату – Сергей
- Пол Борн – Боб
- Филип Бозо – Морис
- Паскал Касанова – Мигел
- Фредерик Кедрал – Алберт
- Джереми Куволт – Хенри
- Емануел Кюртил – Ал
- Хавиер Фагнон – Юри
- Даун Форд – Батрисия
- Селин Монтсарат – Батрисия
- Лорент Морту – Гилберт
- Леополдин Сер – Камелия

## В България
В България филмът излиза по кината на 29 март 2024 г. от „Про Филмс“. В дублажа е преведен като „Героите на джунглата 2: Операция „Околосветско пътешествие““.